# 1968年メキシコシティーオリンピックのニュージーランド選手団
1968年メキシコシティーオリンピックのニュージーランド選手団（1968ねんメキシコシティーオリンピックのニュージーランドせんしゅだん）は、1968年10月12日から10月27日にかけてメキシコの首都メキシコシティーで開催された1968年メキシコシティーオリンピックのニュージーランド選手団、およびその競技結果。

## 概要
今大会は金メダル1個、銅メダル2個の合計3個のメダルを獲得した。

## メダル
| メダル | 選手名             | 競技 | 種目         |
| ------ | ------------------ | ---- | ------------ |
| 銅     | マイケル・ライアン | 陸上 | 男子マラソン |